# Бътлър (окръг, Небраска)
Вижте пояснителната страница за други значения на Бътлър.
Окръг Бътлър (на английски: Butler County) е окръг в щата Небраска, Съединени американски щати. Площта му е 1513 km², а населението - 8767 души (2000). Административен център е град Дейвид Сити.